# Frequenamia pulchra
Frequenamia pulchra är en insektsart som beskrevs av Kramer och Delong 1968. Frequenamia pulchra ingår i släktet Frequenamia och familjen dvärgstritar. Inga underarter finns listade i Catalogue of Life.